# Temporada 1997-98 de la NBA
La temporada 1997-98 de la NBA fue la quincuagésimo segunda en la historia de la liga. La temporada finalizó con Chicago Bulls (sexto de sus seis anillos) como campeones tras ganar a Utah Jazz por 4-2.

## Aspectos destacados
- El All-Star Game de la NBA de 1998 se disputó en el Madison Square Garden, New York. El Este venció por 135-114 al Oeste con Michael Jordan recibiendo su tercer y último MVP del partido.
- El legendario Larry Bird hace su debut como entrenador siendo contratado por los Indiana Pacers; logrando así dirigir al equipo profesional de baloncesto de su Estado natal (Indiana).
- "Washington Bullets" cambió su nombre a "Washington Wizards". El equipo comenzó la temporada jugando en el US Airways Arena, hasta que en diciembre se trasladaron al MCI Center (ahora Verizon Center).
- Debido a la demolición de The Omni y la construcción del nuevo Philips Arena, Atlanta Hawks tuvo que jugar sus encuentros en el Alexander Memorial Coliseum de Georgia Tech Yellow Jackets y en el Georgia Dome.
- Michael Jordan superó a Kareem Abdul-Jabbar como máximo anotador de la historia de los playoffs.
- Utah Jazz y Chicago Bulls lideraron la liga con el mismo balance; 62-20. Ambos se encontraron en las Finales de la NBA.
- Dos nuevos récord nacieron en el tercer partido de las Finales; mayor margen de victoria (42 puntos) y anotación más baja (54 puntos de los Jazz).
- Tras la decisión del entrenador Phil Jackson de no continuar en los Bulls, Michael Jordan anunció su segunda retirada de la NBA durante la siguiente pretemporada. Fue su última temporada en los Bulls.
- El 27 de febrero, Indiana Pacers ganó a Portland Trail Blazers por un contundente 124-59, siendo la primera vez en la historia que en un equipo anota más del doble de puntos que su oponente.

## Clasificaciones
| Equipo             | V  | D  | %V   | P  |
| ------------------ | -- | -- | ---- | -- |
| Miami Heat         | 55 | 27 | .671 | -  |
| New York Knicks    | 43 | 39 | .524 | 12 |
| New Jersey Nets    | 43 | 39 | .524 | 12 |
| Washington Wizards | 42 | 40 | .512 | 13 |
| Orlando Magic      | 41 | 41 | .500 | 14 |
| Boston Celtics     | 36 | 46 | .439 | 19 |
| Philadelphia 76ers | 31 | 51 | .378 | 24 |

| Equipo              | V  | D  | %V   | P  |
| ------------------- | -- | -- | ---- | -- |
| Chicago Bulls C     | 62 | 20 | .756 | -  |
| Indiana Pacers      | 58 | 24 | .707 | 4  |
| Charlotte Hornets   | 51 | 31 | .622 | 11 |
| Atlanta Hawks       | 50 | 32 | .610 | 12 |
| Cleveland Cavaliers | 47 | 35 | .573 | 15 |
| Detroit Pistons     | 37 | 45 | .451 | 25 |
| Milwaukee Bucks     | 36 | 46 | .439 | 26 |
| Toronto Raptors     | 16 | 66 | .195 | 46 |

| Equipo                 | V  | D  | %V   | P  |
| ---------------------- | -- | -- | ---- | -- |
| Utah Jazz              | 62 | 20 | .756 | -  |
| San Antonio Spurs      | 56 | 26 | .683 | 6  |
| Minnesota Timberwolves | 45 | 37 | .549 | 17 |
| Houston Rockets        | 41 | 41 | .500 | 21 |
| Dallas Mavericks       | 20 | 62 | .244 | 42 |
| Vancouver Grizzlies    | 19 | 63 | .232 | 43 |
| Denver Nuggets         | 11 | 71 | .134 | 51 |

| Equipo                 | V  | D  | %V   | P  |
| ---------------------- | -- | -- | ---- | -- |
| Seattle SuperSonics    | 61 | 21 | .744 | -  |
| Los Angeles Lakers     | 61 | 21 | .744 | -  |
| Phoenix Suns           | 56 | 26 | .683 | 5  |
| Portland Trail Blazers | 46 | 36 | .561 | 15 |
| Sacramento Kings       | 27 | 55 | .329 | 34 |
| Golden State Warriors  | 19 | 63 | .232 | 42 |
| Los Angeles Clippers   | 17 | 65 | .207 | 44 |

* V: Victorias
* D: Derrotas
* %V: Porcentaje de victorias
* P: Partidos de diferencia respecto a la primera posición
* C: Campeón

## Playoffs
|  | Primera Ronda     | Primera Ronda | Primera Ronda |   |           | Semifinales de Conferencia | Semifinales de Conferencia | Semifinales de Conferencia |  |    | Finales de Conferencia | Finales de Conferencia | Finales de Conferencia |  |    | Finales de la NBA | Finales de la NBA | Finales de la NBA |
|  |                   |               |               |   |           |                            |                            |                            |  |    |                        |                        |                        |  |    |                   |                   |                   |
|  | E1                | Chicago*      | 3             |   |           |                            |                            |                            |  |    |                        |                        |                        |  |    |                   |                   |                   |
|  | E8                | New Jersey    | 0             |   |           |                            |                            |                            |  |    |                        |                        |                        |  |    |                   |                   |                   |
|  | E8                | New Jersey    | 0             |   | E1        | Chicago*                   | 4                          |                            |  |    |                        |                        |                        |  |    |                   |                   |                   |
|  |                   |               |               |   | E1        | Chicago*                   | 4                          |                            |  |    |                        |                        |                        |  |    |                   |                   |                   |
|  |                   | E4            | Charlotte     | 1 |           |                            |                            |                            |  |    |                        |                        |                        |  |    |                   |                   |                   |
|  | E4                | E4            | Charlotte     | 1 | Charlotte | 3                          |                            |                            |  |    |                        |                        |                        |  |    |                   |                   |                   |
|  | E4                |               |               |   | Charlotte | 3                          |                            |                            |  |    |                        |                        |                        |  |    |                   |                   |                   |
|  | E5                | Atlanta       | 1             |   |           |                            |                            |                            |  |    |                        |                        |                        |  |    |                   |                   |                   |
|  | E5                | Atlanta       | 1             |   |           |                            |                            |                            |  | E1 | Chicago*               | 4                      |                        |  |    |                   |                   |                   |
|  | Conferencia Este  |               |               |   |           |                            |                            |                            |  | E1 | Chicago*               | 4                      |                        |  |    |                   |                   |                   |
|  |                   | E3            | Indiana       | 3 |           |                            |                            |                            |  |    |                        |                        |                        |  |    |                   |                   |                   |
|  | E3                | E3            | Indiana       | 3 | Indiana   | 3                          |                            |                            |  |    |                        |                        |                        |  |    |                   |                   |                   |
|  | E3                |               |               |   | Indiana   | 3                          |                            |                            |  |    |                        |                        |                        |  |    |                   |                   |                   |
|  | E6                | Cleveland     | 1             |   |           |                            |                            |                            |  |    |                        |                        |                        |  |    |                   |                   |                   |
|  | E6                | Cleveland     | 1             |   | E3        | Indiana                    | 4                          |                            |  |    |                        |                        |                        |  |    |                   |                   |                   |
|  |                   |               |               |   | E3        | Indiana                    | 4                          |                            |  |    |                        |                        |                        |  |    |                   |                   |                   |
|  |                   | E7            | New York      | 1 |           |                            |                            |                            |  |    |                        |                        |                        |  |    |                   |                   |                   |
|  | E2                | E7            | New York      | 1 | Miami*    | 2                          |                            |                            |  |    |                        |                        |                        |  |    |                   |                   |                   |
|  | E2                |               |               |   | Miami*    | 2                          |                            |                            |  |    |                        |                        |                        |  |    |                   |                   |                   |
|  | E7                | New York      | 3             |   |           |                            |                            |                            |  |    |                        |                        |                        |  |    |                   |                   |                   |
|  | E7                | New York      | 3             |   |           |                            |                            |                            |  |    |                        |                        |                        |  | E1 | Chicago*          | 4                 |                   |
|  |                   |               |               |   |           |                            |                            |                            |  |    |                        |                        |                        |  | E1 | Chicago*          | 4                 |                   |
|  |                   | O1            | Utah*         | 2 |           |                            |                            |                            |  |    |                        |                        |                        |  |    |                   |                   |                   |
|  | O1                | O1            | Utah*         | 2 | Utah*     | 3                          |                            |                            |  |    |                        |                        |                        |  |    |                   |                   |                   |
|  | O1                |               |               |   | Utah*     | 3                          |                            |                            |  |    |                        |                        |                        |  |    |                   |                   |                   |
|  | O8                | Houston       | 2             |   |           |                            |                            |                            |  |    |                        |                        |                        |  |    |                   |                   |                   |
|  | O8                | Houston       | 2             |   | O1        | Utah*                      | 4                          |                            |  |    |                        |                        |                        |  |    |                   |                   |                   |
|  |                   |               |               |   | O1        | Utah*                      | 4                          |                            |  |    |                        |                        |                        |  |    |                   |                   |                   |
|  |                   | O5            | San Antonio   | 1 |           |                            |                            |                            |  |    |                        |                        |                        |  |    |                   |                   |                   |
|  | O4                | O5            | San Antonio   | 1 | Phoenix   | 1                          |                            |                            |  |    |                        |                        |                        |  |    |                   |                   |                   |
|  | O4                |               |               |   | Phoenix   | 1                          |                            |                            |  |    |                        |                        |                        |  |    |                   |                   |                   |
|  | O5                | San Antonio   | 3             |   |           |                            |                            |                            |  |    |                        |                        |                        |  |    |                   |                   |                   |
|  | O5                | San Antonio   | 3             |   |           |                            |                            |                            |  | O1 | Utah*                  | 4                      |                        |  |    |                   |                   |                   |
|  | Conferencia Oeste |               |               |   |           |                            |                            |                            |  | O1 | Utah*                  | 4                      |                        |  |    |                   |                   |                   |
|  |                   | O3            | LA Lakers     | 0 |           |                            |                            |                            |  |    |                        |                        |                        |  |    |                   |                   |                   |
|  | O3                | O3            | LA Lakers     | 0 | LA Lakers | 3                          |                            |                            |  |    |                        |                        |                        |  |    |                   |                   |                   |
|  | O3                |               |               |   | LA Lakers | 3                          |                            |                            |  |    |                        |                        |                        |  |    |                   |                   |                   |
|  | O6                | Portland      | 1             |   |           |                            |                            |                            |  |    |                        |                        |                        |  |    |                   |                   |                   |
|  | O6                | Portland      | 1             |   | O3        | LA Lakers                  | 4                          |                            |  |    |                        |                        |                        |  |    |                   |                   |                   |
|  |                   |               |               |   | O3        | LA Lakers                  | 4                          |                            |  |    |                        |                        |                        |  |    |                   |                   |                   |
|  |                   | O2            | Seattle*      | 1 |           |                            |                            |                            |  |    |                        |                        |                        |  |    |                   |                   |                   |
|  | O2                | O2            | Seattle*      | 1 | Seattle*  | 3                          |                            |                            |  |    |                        |                        |                        |  |    |                   |                   |                   |
|  | O2                |               |               |   | Seattle*  | 3                          |                            |                            |  |    |                        |                        |                        |  |    |                   |                   |                   |
|  | O7                | Minnesota     | 2             |   |           |                            |                            |                            |  |    |                        |                        |                        |  |    |                   |                   |                   |

## Estadísticas
| Categoría                    | Jugador          | Equipo              | Estadísticas |
| ---------------------------- | ---------------- | ------------------- | ------------ |
| Puntos por partido           | Michael Jordan   | Chicago Bulls       | 28.7         |
| Rebotes por partido          | Dennis Rodman    | Chicago Bulls       | 15.0         |
| Asistencias por partido      | Rod Strickland   | Washington Wizards  | 10.5         |
| Robos por partido            | Mookie Blaylock  | Atlanta Hawks       | 2.6          |
| Tapones por partido          | Marcus Camby     | Toronto Raptors     | 3.7          |
| Porcentaje de tiros de campo | Shaquille O'Neal | Los Angeles Lakers  | 58.4         |
| Porcentaje de tiros libres   | Chris Mullin     | Indiana Pacers      | 93.9         |
| Porcentaje de tiros de tres  | Dale Ellis       | Seattle SuperSonics | 46.4         |

## Premios
- MVP de la Temporada
  -  Michael Jordan (Chicago Bulls)
- Rookie del Año
  -  Tim Duncan (San Antonio Spurs)
- Mejor Defensor
  -  Dikembe Mutombo (Atlanta Hawks)
- Mejor Sexto Hombre
  -  Danny Manning (Phoenix Suns)
- Jugador Más Mejorado
  -  Alan Henderson (Atlanta Hawks)
- Entrenador del Año
  -  Larry Bird (Indiana Pacers)

| - Primer Quinteto de la Temporada - A - Tim Duncan, San Antonio Spurs - A - Karl Malone, Utah Jazz - P - Shaquille O'Neal, Los Angeles Lakers - B - Gary Payton, Seattle Supersonics - B - Michael Jordan, Chicago Bulls | - Segundo Quinteto de la Temporada - A - Vin Baker, Seattle Supersonics - A - Grant Hill, Detroit Pistons - P - David Robinson, San Antonio Spurs - B - Tim Hardaway, Miami Heat - B - Rod Strickland, Washington Wizards | - Tercer Quinteto de la Temporada - A - Scottie Pippen, Chicago Bulls - A - Glen Rice, Charlotte Hornets - P - Dikembe Mutombo, Atlanta Hawks - B - Mitch Richmond, Sacramento Kings - B - Reggie Miller, Indiana Pacers |

| - Primer Quinteto Defensivo - Scottie Pippen, Chicago Bulls - Karl Malone, Utah Jazz - Dikembe Mutombo, Atlanta Hawks - Gary Payton, Seattle SuperSonics - Michael Jordan, Chicago Bulls | - Segundo Quinteto Defensivo - Tim Duncan, San Antonio Spurs - Charles Oakley, New York Knicks - David Robinson, San Antonio Spurs - Mookie Blaylock, Atlanta Hawks - Eddie Jones, L.A. Lakers |

| - Mejor Quinteto de Rookies - Tim Duncan, San Antonio Spurs - Keith Van Horn, New Jersey Nets - Žydrūnas Ilgauskas, Cleveland Cavaliers - Ron Mercer, Boston Celtics - Brevin Knight, Cleveland Cavaliers | - Segundo Mejor Quinteto de Rookies - Tim Thomas, Philadelphia 76ers - Cedric Henderson, Cleveland Cavaliers - Derek Anderson, Cleveland Cavaliers - Maurice Taylor, L.A. Clippers - Bobby Jackson, Denver Nuggets |